# Мариян Блажев
Мариян Блажков Блажев – Вожда (роден на 18 януари 1984 в Плевен, България) е български футболист, играе като атакуващ полузащитник и се състезава за ОФК Левски 2007. В „А“ професионална футболна група има 126 мача, от които е записал участие в 104.